# Elaine Keillor

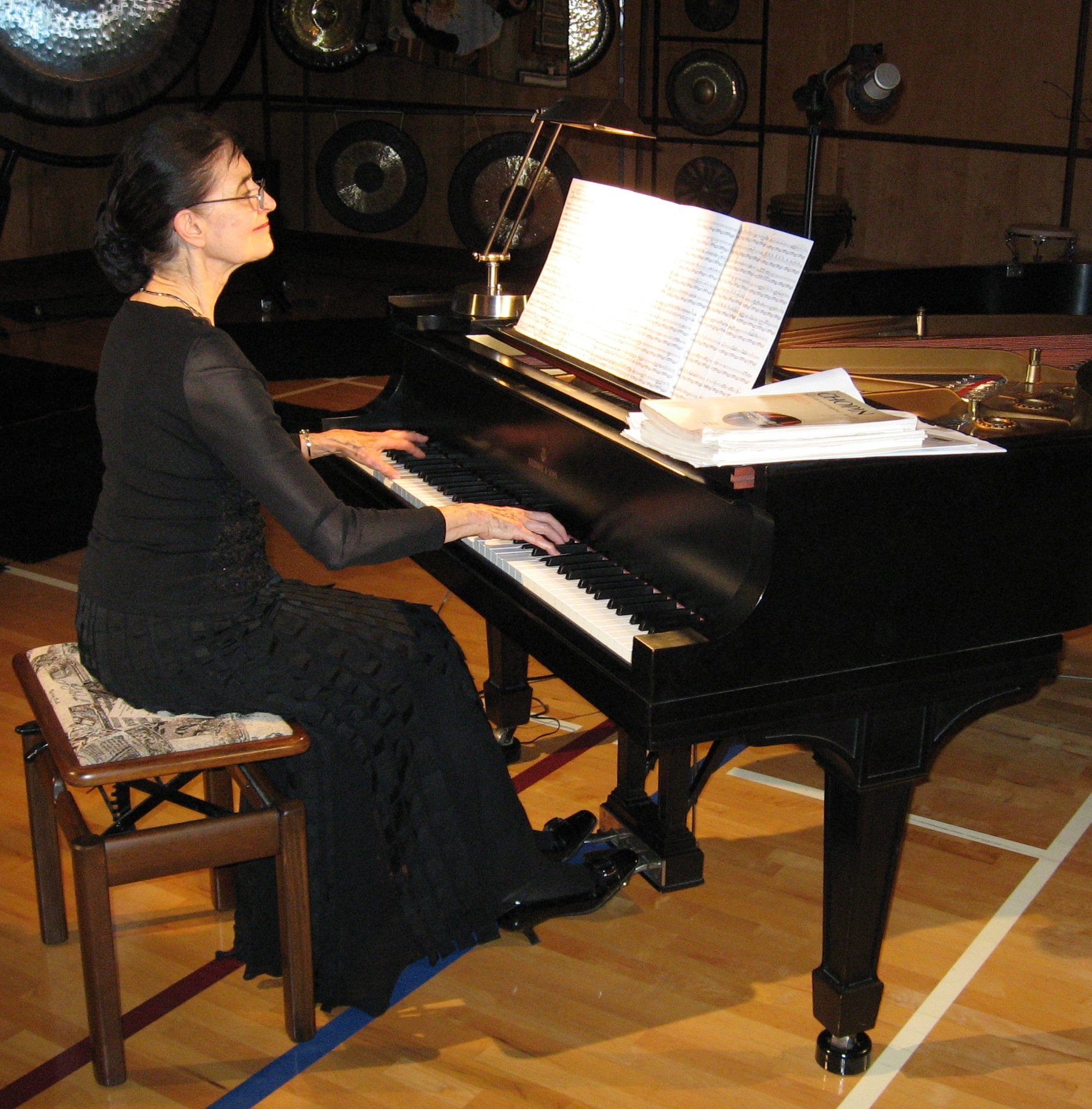
Elaine Keillor, 2014

Elaine Keillor (* 2. September 1939 in London, Ontario) ist eine kanadische Pianistin und Musikwissenschaftlerin.

## Kindheit,  Jugend und Studium
Elaine Keillor trat bereits im Alter von zweieinhalb Jahren bei einer Medizinertagung zu Ehren von Rollin Stevens, einem amerikanischen Kollegen von Madame Currie, als Pianistin auf. Im Alter von zehn Jahren schloss sie ihre Studien am Royal Conservatory of Music mit Höchstnote ab und war über fünf Jahrzehnte die jüngste Absolventin. Keillor hatte Klavierunterricht bei ihrer Mutter, Lenore Stevens Keillor, und Reginald Bedford und besuchte Meisterklassen von Claudio Arrau (1956) und Harold Craxton (1959 und 1962). Im Alter von elf Jahren begann sie ihre Karriere als Solo- und Konzertpianistin. Ihren ersten Radioauftritt hatte sie 1951 bei CJSH-FM in Hamilton, Ontario mit einer Serie von vier Aufführungen. Sie trat in Kanada, den USA, Deutschland und anderen europäischen Ländern sowie der Sowjetunion (1962) auf und spielte Aufnahmen für den Rundfunk und das Fernsehen ein. Zu ihrem Repertoire gehören Kompositionen von Bach, Schumann, Saint-Saëns, Rachmaninow, Tschaikowski und anderen. Daneben spielte sie Uraufführungen von Werken zeitgenössischer kanadischer Komponisten wie Patrick Cardy, Nicole Carignan, Michael Colgrass, Clifford Ford, Vivian Fung, Mary Gardiner, Maya Badian, Peter Paul Koprowski, Alexina Louie, Elma Miller, Mark Mitchell, Jean Papineau-Couture, David Thériault und John Weinzweig. 1959 würdigte die kanadische Zeitung Toronto Globe and Mail Keillor's technische Leistung, musikalische Begabung und Spielfreude. Keillor studierte an der York University und der University of Toronto, wo sie 1970 ihr Diplom (BA Honours Degree) sowie 1971 den Master in Musicology erhielt und 1976 promovierte.

## Künstlerisches Werk und bedeutende Konzerte
In den 50er Jahren spielte Keillor mit dem Windsor Symphony Orchestra, dem Buffalo Civic Orchestra und dem Bayreuth Festival Orchester. In den 60er Jahren trat sie mit der Kitchener-Waterloo Symphony und dem London Symphony Orchestra auf. Von 1965 bis 1977 war sie offizielle Begleitpianistin an der University of Toronto und betätigte sich weiterhin als Konzert- und Kammermusikpianistin. 1984 gab Keillor ein Solokonzert in der Carnegie Hall. Neben ihrer Arbeit als Solo- und Konzertpianistin trat sie weiterhin in verschiedenen kammermusikalischen Formationen und im Duo mit Christina Petrowska Quilico auf. Nach 1990 nahm sie an Festivals wie dem Year of Indigenous Peoples (1993), dem Ottawa Chamber Music Festival (1998) und dem Festival of Music by Women (2002) auf und spielte eine Reihe von Aufnahmen für Carleton Sound ein.

## Wissenschaftliche Tätigkeit
Keillor war von 1972 bis 1974 Assistentin an der University of Toronto und unterrichtete dann an der York University (1976–77), der Queens University und der McMaster University. Von 1977 bis 2002 gehörte sie der Musikfakultät der Carleton University an. Sie arbeitete wissenschaftlich auf dem Gebiet der Biographie und Bibliographie des kanadischen Musiklebens im 19. und 20. Jahrhundert sowie der Musik der Ureinwohner von Nordkanada. Für die Canadian Musical Heritage Society (CMHS) gab sie mehrere Bände kanadischer Klavier- und Orchestermusik heraus und schrieb eine Biographie des Komponisten John Weinzweig sowie Artikel für die Encyclopedia of Music in Canada, The Canadian Encyclopedia, das New Grove Dictionary, Die Musik in Geschichte und Gegenwart und The Garland Encyclopedia of World Music.

## Ehrenämter und Auszeichnungen
1958 wurde Keillor mit der Chappell Medal als Nachwuchspianistin im Britischen Commonwealth ausgezeichnet. Die Carleton University verlieh ihr 1981 den Merit Award for Excellence in Teaching. Im gleichen Jahr wurde Keillor Gründungsmitglied der Canadian Musical Heritage Society. Von 1989 bis 2000 war sie Vizepräsidentin der CMHS, deren Präsidentin sie seitdem ist. Sie war Mitglied der American Musicological Society, der Society for Ethnomusicology und der Social Sciences Federation of Canada und Repräsentantin der Canadian University Music Society. 1999 erhielt sie den ersten Canadian Women’s Mentor Award in der Kategorie Kunst und Kultur. 2004 wurde sie für ihre Verdienste um die Dokumentation und Publikation von Quellen zur kanadischen Musikgeschichte mit dem Helmut Kallmann Award ausgezeichnet.

## Diskographie
- Piano Music by Torontonians 1834–1984, 1984
- Piano Pieces of Barbara Pentland, 1997
- Views of the Piano Sonata, 1998
- By a Canadian Lady: Piano Music 1841–1997, 2000
- Canadians at the Keyboard, 2000
- Canadian Sounds, 2001
- Romance: Early Canadian Chamber Music, 2002
- Mary Gardiner Works for Piano and Voice, 2002
- Legend of the First Rabbit
- Canadian Compositions for Young Pianists
- Sounds Of North: Two Centuries Of Canadian Piano, 2012

## Schriften
- Piano Music I (Hrsg.), CMHS, 1983
- Piano Music II (Hrsg.), CMHS, 1986
- Music for Orchestra (Hrsg.), CMHS, 1994
- Music for Orchestra III (Hrsg.), CMHS, 1995
- John Weinzweig: The Radical Romantic of Canada, Scarecrow Press, 1994
- Music in Canada: Capturing Landscape and Diversity, McGill/Queen’s Press, 2006

| Personendaten    | Personendaten                                   |
| ---------------- | ----------------------------------------------- |
| NAME             | Keillor, Elaine                                 |
| KURZBESCHREIBUNG | kanadische Pianistin und Musikwissenschaftlerin |
| GEBURTSDATUM     | 2. September 1939                               |
| GEBURTSORT       | London, Ontario                                 |